# Поправка Платта
2 березня 1901 року поправку Платта прийняли в рамках законопроекту про асигнування армії 1901 року. Поправка передбачала сім умов для виведення американських військ, які залишалися на Кубі після закінчення іспано-американської війни, а згідно восьмій умові, Куба мала підписати договір, прийнявши ці сім умов. Поправка Платта визначила умови кубинсько-американських відносин — нерівноправні стосунки панування США над Кубою.
12 червня 1901 року Куба внесла поправки до своєї конституції, щоб та слово в слово містила сім відповідних вимог поправки Платта.
22 травня 1903 року Куба уклала угоду зі Сполученими Штатами, щоб ухвалити ті самі необхідні сім зобов'язань: підписано кубинсько-американський договір про відносини 1903 року. Два із семи зобов'язань полягали в тому, щоб дозволити Сполученим Штатам односторонньо втручатися у кубинські політичні справи, а також зобов'язання здати в оренду землю Сполученим Штатам для військово-морських баз на острові. (Кубинсько-американський Договір про відносини 1934 року замінив Договір про відносини 1903 року та скасував три з семи зобов'язань.)
Договір про відносини 1903 року використовувався як претекст для другої окупації Куби з 1906 по 1909 рік. 29 вересня 1906 року військовий міністр (і майбутній президент США) Вільям Говард Тафт ініціював Другу окупацію Куби, заснувавши Тимчасовий уряд Куби згідно з умовами договору (стаття третя) і оголосивши себе Тимчасовим губернатором Куби. 23 жовтня 1906 року президент Рузвельт видав Executive Order 518, ратифікуючи наказ.
29 травня 1934 року Сполучені Штати і Куба підписали Договір про відносини 1934 року, який у своїй першій статті скасовує Договір про відносини 1903 року.

## Передумови

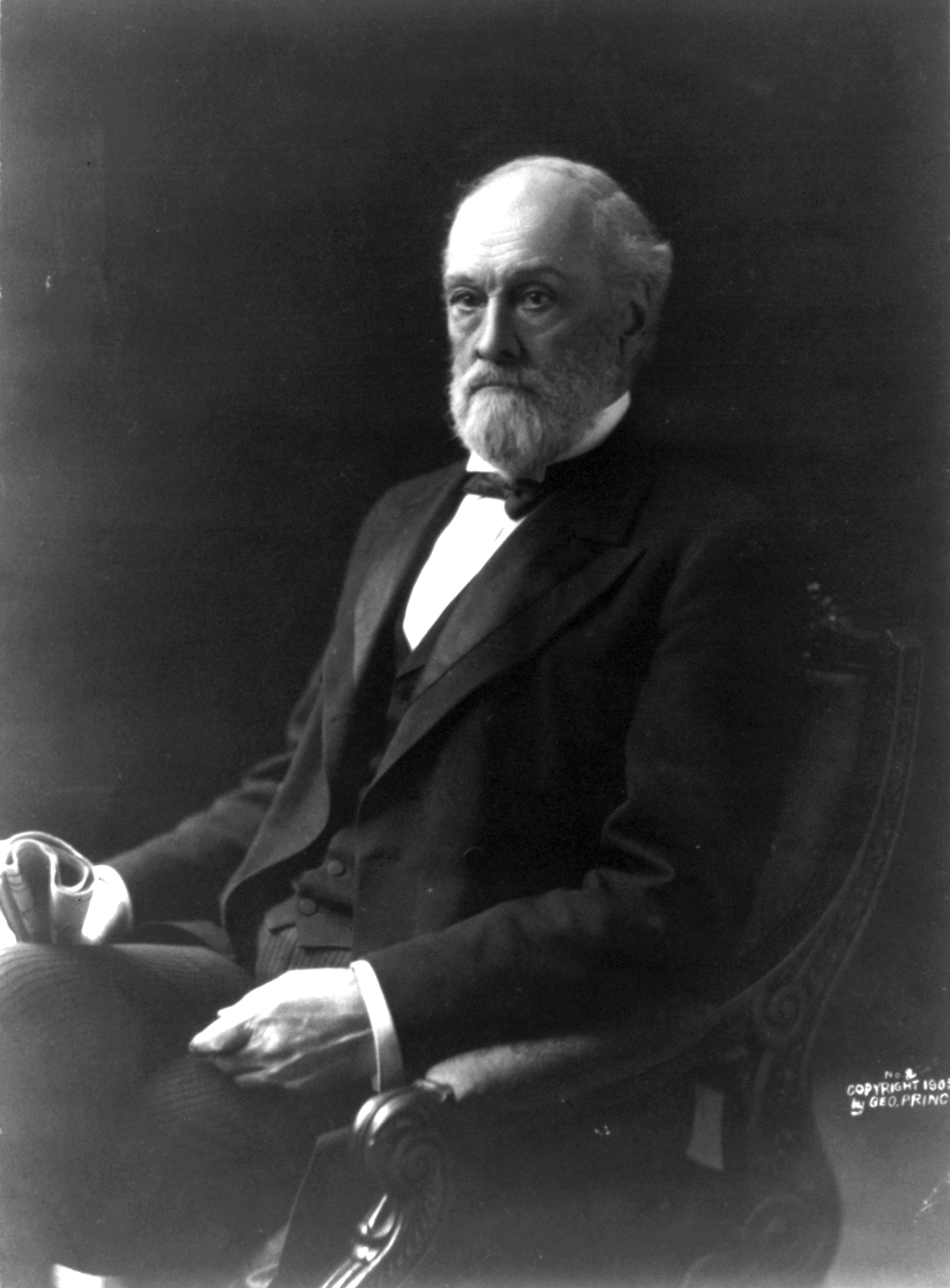
Сенатор Орвіл Х. Платт, автор поправки Платта

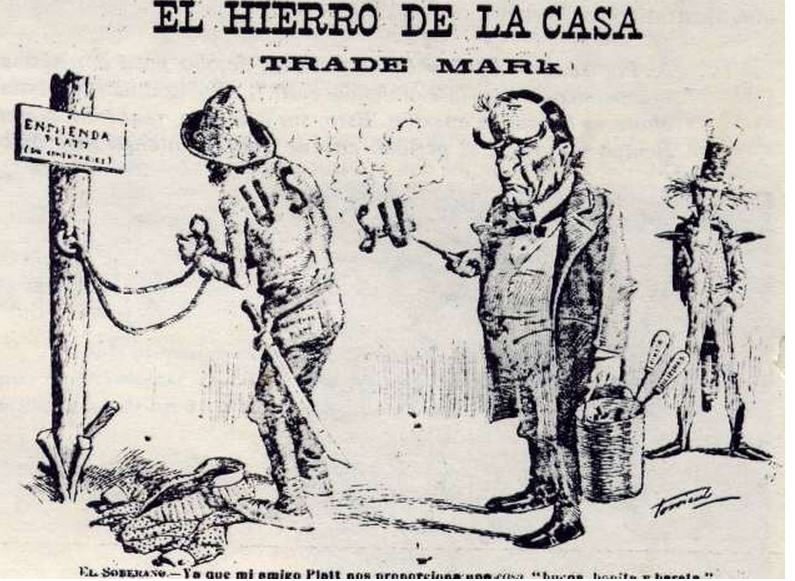
«Тавро». Плакат, що засуджує поправку Платта.

Під час іспано-американської війни Сполучені Штати мали великий військовий арсенал на Кубі для захисту володінь США та посередництва в іспано-кубинських відносинах. У 1899 році адміністрація Мак-Кінлі розглядала окупацію як відповідь на появу революційного уряду на Кубі після закінчення іспанського контролю.
Поправка Платта була доповненням до попередньої поправки Теллера, котра раніше обмежувала втручання США на Кубі, пов'язану зі ставленням до неї після війни, зокрема щоб запобігти її анексії, що пропонували різні експансіоністські політичні утворення в США. Сам сенатор Теллер мав історію протистояння американському імперіалізму, критикуючи американські кампанії в Панамі та на Філіппінах. Проте в 1894 році він був запеклим експансіоністом, який підтримував потенційні плани анексії Куби, і Теллер продовжував підтримувати поправку Платта.
Деякі історики поставили під сумнів наміри Теллера, стверджуючи, що справжнім мотивом резолюції був захист американських виробників цукрових буряків від кубинської конкуренції. З іншого боку, Теллер став головним противником анексії землі на Кубі для вирощування цукру на початку 1900-х років, а також планів президента Рузвельта надати тарифні преференції Кубі в 1903 році
Поправка Платта виникла через недовіру американців до Установчих зборів Куби щодо формулювання нових відносин між Кубою та США Сенатор Орвілл Х. Платт, голова Комітету Сенату зі зв'язків з Кубою, разом із генералом Леонардом Вудом очолили законопроект. Тодішній губернатор Куби та військовий міністр Елігу Рут. Маючи завдання збалансувати незалежність Куби з бажаннями Америки контролювати кубинських політиків, яких вважали буцім непридатними для самоврядування, вони ввели поправку Платта для підтримки громадського порядку та перетворення Куби на «самоврядну колонію». Поправка Платта спочатку мала бути окремим законопроектом, але вона стала поправкою, оскільки 56-й Конгрес закінчився 4 березня 1901 року, і не було часу для подання пропозиції як окремого законопроекту.
Генерал Леонард Вуд використовував фінансові ресурси кубинської скарбниці для створення систем санітарії. Кілька громадянських прав, включаючи право голосу, були поширені на письменних дорослих кубинців чоловічої статі з майном вартістю 250 доларів або більше, що значною мірою призвело до виключення афро-кубинського населення та жінок з участі.

## Положення поправки

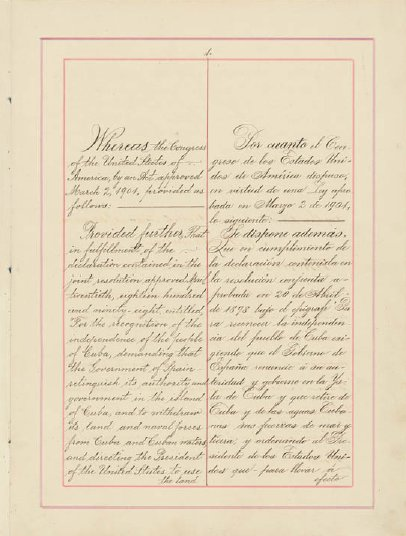
Поправка Платта, с. 1.

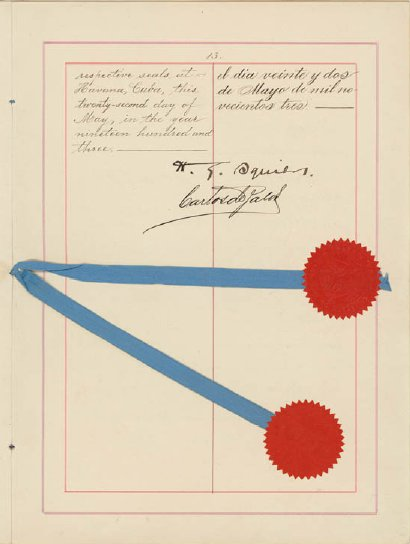
Поправка Платта, с. 2.

Поправка Платта була представлена Конгресу сенатором Орвіллом Х. Платтом 25 лютого 1901 року Вона була прийнята Сенатом США (43 голосами «за» і 20 «проти»); хоча спочатку вона була відхилена кубинською асамблеєю, зрештою поправка була прийнята 16 голосами «за», 11 «проти», а ще 4 утрималися. Таким чином була включена до Конституції Куби 1901 року.
Поправка Платта окреслила роль Сполучених Штатів на Кубі та в Карибському басейні, обмежуючи право Куби укладати договори з іншими державами та обмежуючи Кубу у проведенні зовнішньої політики та комерційних відносинах. Поправка також встановлювала, що кордони Куби не включатимуть острів Пайнс (Isla de la Juventud), доки його назву не буде встановлено в майбутньому договорі, і що Куба повинна продавати або здавати в оренду землі Сполученим Штатам, необхідні для видобутку вугілля або розвитку військово-морського флоту.
Текст попарвки:
Преамбула: Для визнання незалежності народу Куби, вимагаючи від уряду Іспанії відмовитися від своєї влади та уряду на острові Куба, а також вивести свої сухопутні та військово-морські сили з Куби та кубинських вод, а також наказати президенту Сполучених Штатів використовувати сухопутні та військово-морські сили Сполучених Штатів для виконання цих резолюцій, президент цим уповноважений «залишити уряд і контроль над островом Куба його народу», тому як тільки на зазначеному острові буде створено уряд згідно з конституцією, яка, або як її частина, або в додатку до неї, визначатиме майбутні відносини Сполучених Штатів з Кубою.
I. Що уряд Куби ніколи не укладатиме жодного договору чи іншої угоди з будь-якою іноземною державою чи державами, які зашкодять або матимуть намір зашкодити незалежності Куби, а також жодним чином не дозволятиме будь-якій іноземній державі чи державам отримувати шляхом колонізації або для військових чи морських цілей чи іншим чином поселення чи контроль над будь-якою частиною зазначеного острова.
II. Зазначений уряд не братиме на себе жодних державних боргових зобов'язань, для сплати відсотків за якими, а також для забезпечення розумного резерву погашення фонду для остаточного погашення якого звичайні доходи острова після покриття поточних видатків уряду будуть недостатніми.
III. Що уряд Куби погоджується з тим, що Сполучені Штати можуть скористатися правом втручання для збереження незалежності Куби, підтримки уряду, достатнього для захисту життя, власності та індивідуальної свободи, а також для виконання зобов'язань по відношенню до Куби, покладених на Сполучені Штати Паризьким договором, які тепер має взяти на себе уряд Куби.
IV. Щоб усі акти Сполучених Штатів на Кубі під час військової окупації були ратифіковані та підтверджені, а всі законні права, набуті відповідно до них, підтримувалися та захищалися.
V. Що уряд Куби виконуватиме та, у міру необхідності, розширюватиме вже розроблені плани або інші плани, які будуть взаємно узгоджені, щодо санітарії міст острова з метою запобігання повторенню епідемій та інфекційних захворювань, забезпечуючи тим самим захист народу та торгівлі Куби, а також торгівлі південних портів Сполучених Штатів і людей, які там проживають.
VI. Що острів Пайнс буде виключений із запропонованих конституційних кордонів Куби, а право власності на нього залишиться для майбутнього коригування договором.
VII. Щоб Сполучені Штати могли зберегти незалежність Куби та захистити її народ, а також для власної оборони, уряд Куби продасть або здасть в оренду Сполученим Штатам землі, необхідні для вугільних або військово-морських станцій у певних конкретних точках, які мають бути узгоджені з Президентом Сполучених Штатів.
VIII. Що подальшими гарантіями уряд Куби втілить вищезазначені положення в постійний договір зі Сполученими Штатами.
Після того, як президент США Теодор Рузвельт вивів американські війська з острова в 1902 році, Куба підписала договір наступного року, після чого Куба оформила оренду землі для Сполучених Штатів для вугільної та військово-морської станції в затоці Гуантанамо. Спочатку США мали змогу побудувати чотири військові бази, але Кубі вдалося домовитися про дві: це були Гуантанамо та Баїя-Хонда, яку в 1912 році обміняли на додаткові землі в Гуантанамо. Це було несподіванкою, враховуючи, що міністр Рут заявив про своє бажання, щоб США стали власником і правозахисником набережної Куби під час розробки поправки Платта.

## Наслідки
Після прийняття поправки Сполучені Штати ратифікували тариф, який надавав кубинському цукру преференції на ринку США та захист вибраних американських продуктів на кубинському ринку. Величезні американські інвестиції в цукор призвели до того, що земля була зосереджена в руках найбільших цукрових заводів (20 % усієї кубинської землі належало цим заводам). Це призвело до подальшого зубожіння села. Працівники фабрик постійно боялися виселення, оскільки дешева імпортована робоча сила з інших частин Карибського басейну підтримувала дуже низькі зарплати, а ціни на незалежну тростину були знижені до мінімуму. Крім того, заводи монополізували залізниці та керували ними для приватної вигоди. Відсутність купівельної спроможності споживачів і обмежений ринок, доступний для промислових товарів, означали, що протягом десятиліття після Договору про відносини 1903 року відбудеться незначна індустріалізація. Загалом між 1903 і 1913 роками американські компанії витратили на кубинський цукор понад 200 мільйонів доларів
Томас Естрада Пальма, який колись виступав за пряму анексію Куби Сполученими Штатами, став президентом Куби 20 травня 1902 року. Він був переобраний у 1905 році, незважаючи на звинувачення в шахрайстві з боку своїх ліберальних опонентів, але був змушений піти у відставку разом з рештою виконавчої влади, коли опозиція проти його правління переросла в насильство. США застосували поправку Платта, щоб розпочати другу окупацію Куби та створити Тимчасовий уряд.
Політична нестабільність і часта американська окупація на початку 1900-х років означали, що легітимне конституційне правління було все важче отримати. Незважаючи на те, що рівень життя кубинців у цей період покращився, стаття 40 Конституції Куби 1901 року та стаття III поправки Платта означали, що конституційні права можуть бути призупинені в разі надзвичайних положень. Таким чином, поправка Платта сприяла розмиванню індивідуальних прав кубинського народу, і незабаром кубинська громадськість закликала до заміни Конституції 1901 року.
Поправка Платта стала серйозним ударом по надіях на соціальний прогрес для афро-кубинців, які сподівалися, що їх участь в іспано-американській війні означатиме рівність з білими плантаторами та комерційною елітою Куби. Майже 40 % кубинських бойових сил проти Іспанії складалися з кольорових людей, а афро-кубинці витратили покоління на боротьбу за незалежність своєї країни. Окрім того, що афрокубинці були позбавлені виборчих прав, вони також були позбавлені представництва в багатьох державних установах, оскільки тепер вони вимагали отримання освітньої чи майнової кваліфікації.
Напруженість між афро-кубинцями та американськими військовими була поширеною, між двома групами відбувався обмін ворожими словами, а іноді й перестрілкою. У 1908 році розчаровані представники чорношкірого середнього класу заснували Незалежну кольорову партію (PIC), але Кубинський конгрес невдовзі заборонив це разом з усіма іншими кольоровими партіями, звинуваченими в розпалюванні расової війни. Заклик PIC до обмежених збройних протестів зрештою спровокував повстання негрів 1912 року, під час якого загинуло від 3000 до 6000 осіб. Повстання було розгромлено кубинською армією, що призвело до розпуску PIC. США направили 1292 морських піхотинців для захисту американських компаній, а також мідних шахт, залізниць і потягів. Морські піхотинці мали лише одну сутичку з повстанцями без втрат з обох сторін.

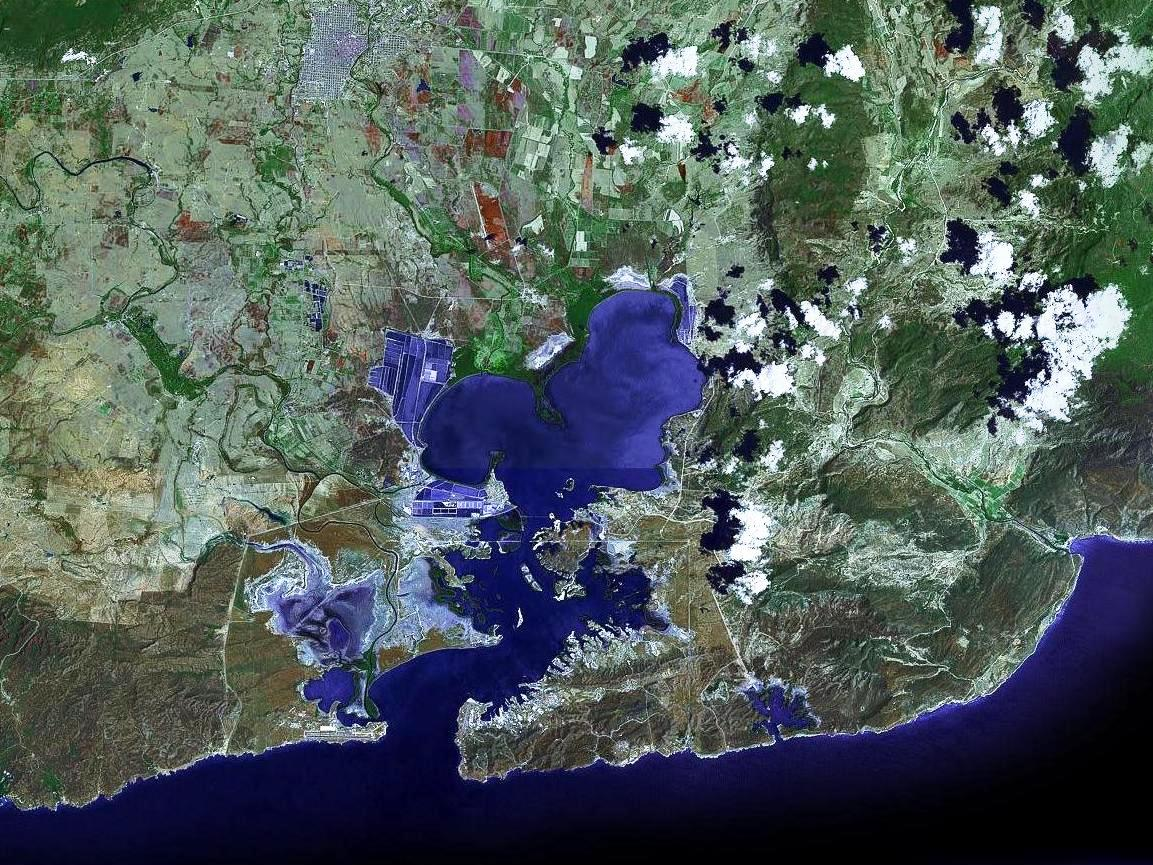
Гуантанамо із супутникових знімків

Жіночі активісти також були розчаровані результатом умов поправки Платта. Як і у випадку з афрокубинцями, жінки відігравали важливу роль у кубинському русі за незалежність і їх характеризували як «мамбіс», або мужніх матерів-войовниць, що символізували боротьбу за соціальну справедливість. Однак їм також було відмовлено у виборчих правах, і жінки не отримали виборчого права до 1940 року Будь-які спроби жінок обговорити питання гендерної рівності з кубинським урядом призвели до того, що їх називали націоналістами або взагалі ігнорували.
Більшість положень поправки Платта було скасовано в 1934 році, коли кубинсько-американський договір про відносини 1934 року між Сполученими Штатами та Кубою був узгоджений як частина " політики добросусідства " президента США Франкліна Рузвельта щодо Латинської Америки. Хосе Мануель Кортіна та інші члени Кубинської конституційної конвенції 1940 року виключили поправку Платта з нової кубинської конституції.
Триває довгострокова оренда військово-морської бази Гуантанамо. Уряд Куби з 1959 року рішуче засуджував угоду як порушення статті 52 Віденської конвенції 1969 року про право міжнародних договорів, яка оголошує угоду недійсною, якщо вона досягнута шляхом погрози силою або її застосування. Однак у статті 4 Віденської конвенції зазначено, що її положення не мають зворотної сили.
Історик Луїс А. Перес-молодший стверджував, що поправка Платта призвела до умов, яких вона сподівалася уникнути, включаючи нестабільність на Кубі.

## У масовій культурі
Поправка Платта використовується у фільмі 1982 року Fast Times at Ridgemont High як приклад неуважності старшокласників у класі.